# Жежевица
Жежевица је насељено место у саставу општине Шестановац, Сплитско-далматинска жупанија, Република Хрватска.

## Историја
До територијалне реорганизације у Хрватској налазила се у саставу старе општине Омиш.

## Становништво
На попису становништва 2011. године, Жежевица је имала 350 становника.
| Број становника по пописима | Број становника по пописима | Број становника по пописима | Број становника по пописима | Број становника по пописима | Број становника по пописима | Број становника по пописима | Број становника по пописима | Број становника по пописима | Број становника по пописима | Број становника по пописима | Број становника по пописима | Број становника по пописима | Број становника по пописима | Број становника по пописима | Број становника по пописима |
| --------------------------- | --------------------------- | --------------------------- | --------------------------- | --------------------------- | --------------------------- | --------------------------- | --------------------------- | --------------------------- | --------------------------- | --------------------------- | --------------------------- | --------------------------- | --------------------------- | --------------------------- | --------------------------- |
| 1857                        | 1869                        | 1880                        | 1890                        | 1900                        | 1910                        | 1921                        | 1931                        | 1948                        | 1953                        | 1961                        | 1971                        | 1981                        | 1991                        | 2001                        | 2011                        |
| 740                         | 1.216                       | 837                         | 1.241                       | 1.171                       | 1.295                       | 1.460                       | 1.374                       | 1.281                       | 1.068                       | 1.019                       | 957                         | 652                         | 608                         | 461                         | 350                         |

Напомена: У 1991. повећано за део подручја насеља Шестановац. У 1857, 1869. и 1921. садржи податке за насеље Шестановац, као и део података у 1910, 1931. и 1948, а у 1869. и за насеље Задварје (општина Задварје), као и део података у 1890.

### Попис1991.
На попису становништва 1991. године, насељено место Жежевица је имало 608 становника, следећег националног састава:
| Попис 1991.‍  | Попис 1991.‍  | Попис 1991.‍ | Попис 1991.‍ | Попис 1991.‍ |
| ------------ | ------------ | ----------- | ----------- | ----------- |
|              |              |             |             |             |
| Хрвати       | Хрвати       |             | 599         | 98,51%      |
| Словенци     | Словенци     |             | 2           | 0,32%       |
| Мађари       | Мађари       |             | 1           | 0,16%       |
| Чеси         | Чеси         |             | 1           | 0,16%       |
| регион. опр. | регион. опр. |             | 1           | 0,16%       |
| непознато    | непознато    |             | 4           | 0,65%       |
| укупно: 608  |              |             |             |             |